# Patinatius barbertonensis
Patinatius barbertonensis är en mångfotingart som beskrevs av Kraus 1960. Patinatius barbertonensis ingår i släktet Patinatius och familjen Odontopygidae. Inga underarter finns listade i Catalogue of Life.